# Bogdana Zagórska

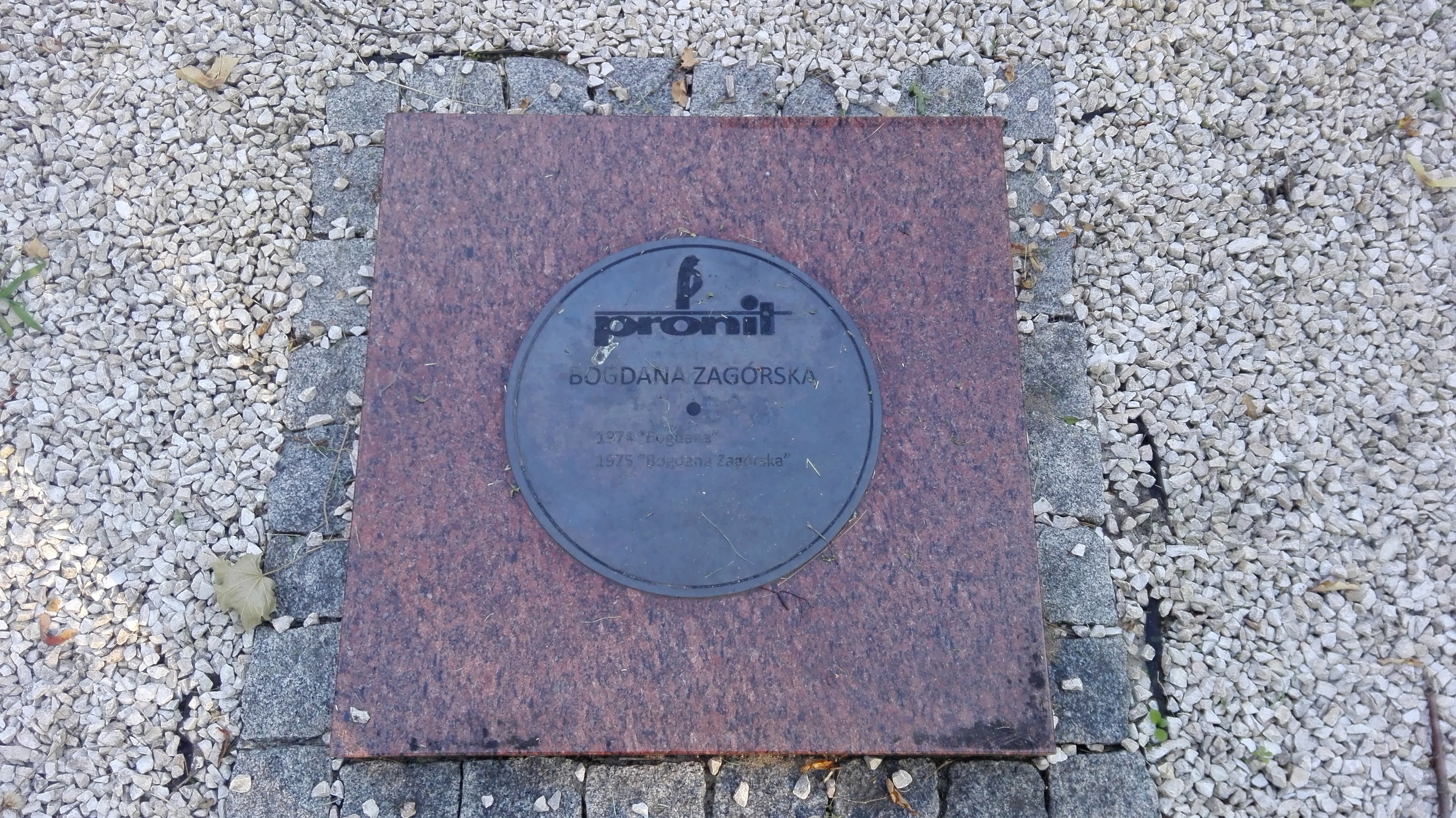
Upamiętnienie Bogdany Zagórskiej

Bogdana Zagórska (ur. 13 kwietnia 1945 w Poznaniu) – polska piosenkarka.

## Życiorys
Ukończyła ŚSM w Poznaniu. Jest absolwentką prawa na Uniwersytecie im. Adama Mickiewicza. W 1963 roku wygrała Studencki Festiwal Piosenki. W 1964 na Festiwalu Piosenki Polskiej w Opolu otrzymała nagrodę za debiut. W latach 1964–1970 była związana ze Studenckim Teatrem Nurt w Poznaniu. W 1975 zdobyła pierwszą nagrodę na Festiwalu Piosenki „Złoty Orfeusz”. Występowała na Festiwalu Piosenki Radzieckiej w Zielonej Górze.
Występowała w Związku Radzieckim, NRD, USA, Czechosłowacji, Finlandii. Jej największa popularność przypadła na lata 60. i 70. XX wieku. Znana jest z piosenek „Bądźcie dobrzy dla zakochanych”, „Zawsze wiosną zakochani”, „Może jutro będzie smutno”, „Hej, hej”. Komponowali dla niej m.in. Ryszard Poznakowski, Jarosław Kukulski, Piotr Figiel, Czesław Majewski. Na początku lat 80. XX wieku zakończyła karierę piosenkarską i skupiła się na zawodzie prawnika.

## Dyskografia
Albumy studyjne
- Bogdana (1974, Pronit, SXL 1101)
- Bogdana Zagórska (1975, Pronit, SXL 1301)

Czwórka
- Nie zabieraj mi lata (1974, Pronit, N 0690)

Single
- „W oczach twych” / „Bądźcie dobrzy dla zakochanych” (1975, Tonpress, S13)
- „Zawsze wiosną zakochani” (1974, Pronit, SP 567)
- „Dobry wieczór z deszczem” / „Urodziłam się w maju” (1978)

Pocztówki
- „Już szumią kasztany” – Magda Umer / „Nie odchodź wiosno” – Bogdana Zagórska
- „Bezpańska miłość” – Stenia Kozłowska / „Jeszcze nic nie wiesz o mnie” – Bogdana Zagórska
- „Kwitnie mak” – Łucja Prus / „Odejdziemy na wiosnę” – Bogdana Zagórska
- „Hej, hej” – Bogdana Zagórska / „Późna miłość” – Witold Antkowiak
- „Zanim przyjdzie dzień” – Bogdana Zagórska / „Letni sposób na kłopoty” – Andrzej i Eliza

Źródło: Katalog Polskich Płyt Gramofonowych.